# Ganang Pusako
Ganang Pusako is een bestuurslaag in het regentschap Simeulue van de provincie Atjeh, Indonesië. Ganang Pusako telt 199 inwoners (volkstelling 2010).